# Kasdorf
Kasdorf település Németországban, Rajna-vidék-Pfalz tartományban. Lakosainak száma 232 fő (2023. december 31.). Kasdorf Lierschied és Ruppertshofen községekkel határos.

## Népesség
A település népességének változása:
| Lakosok száma | 202  | 221  | 239  | 234  | 233  | 234  | 232  |
|               | 1975 | 2010 | 2017 | 2019 | 2021 | 2022 | 2023 |